# 光明頂 (廣播節目)
《光明頂》（英語：Summit）是香港商業電台第一台的時事及清談廣播節目，2003年9月1日啟播，播放時間為星期一至星期五晚上11時至12時。先前逢賽馬夜押後半小時，後改為暫停，現時賽馬夜若比賽準時結束，亦繼續由晚上11時開始節目。由陶傑以及馮智政遙距主持，監製為馮志豐。经常出现在节目的嘉賓主持有劉夢熊、鮑偉聰、潘東凱等。節目報幕員為泰山。
據嘉賓主持鮑偉聰透露，當晚節目主題一般在晚上9時許定下，不過之後亦可能再會更改，並且曾經試過主題音樂響起時才決定改主題。

## 主持
因瘟疫或外遊等不同原因，現時主持或嘉賓亦可能會以PHONE IN形式進行節目。

### 固定主持人
- 陶傑（逢星期一、三、五）
- 馮智政

### 固定嘉賓主持
- 劉夢熊（逢星期二）

### 前任固定主持人
- 鮑偉聰（至2021年9月14日止）
- 沈旭暉

### 嘉賓主持
- 鮑偉聰
- 潘東凱
- 梁文道
- 劉細良
- 胡恩威
- 王慧麟
- 譚志強
- 馬鼎盛
- 沈西城
- 邵家臻
- 梁啟智
- 崔偉恆
- 岑朗天
- 健吾
- 葉輝
- 彭志銘
- 莊棣華
- 吳有家

## 嘉賓
曾經出席過節目的特別嘉賓，包括：

### 演藝界人士
曾志偉、吳宇森、許鞍華、周星馳、杜琪峰、鄭丹瑞、潘迪華、詹瑞文、汪明荃、何超儀、陳志雲、黃秋生、王晶、許冠文、甘國亮、梁小龍、黎小田、盧冠廷、林子祥、彭浩翔、陸以心、賈樟柯、金培達、白韻琴、顧嘉煇、顧媚、楊凡、韋偉、岳華、黃子華

### 政商界人士
曾蔭權、周梁淑怡、司徒華、陳家洛、鄭經翰、韋基舜、毛孟靜、梁國雄、黃士心、何柱國

### 文化及教育界
李我、倪匡、黎彼德、张灼祥、陳文婷、林燕妮、曾焯文、項明生、倪啓瑞、鄧小宇、洪松蔭、莊棣華、于燕平等。

## 风格
节目风格与陶傑的文学作品风格类似，如经常讽刺香港为「自称的国际都会」及鞭撻紅色中國的小農社會劣根性，推崇歐美日的文化，以另一种角度观察时事政治、經濟、社會、歷史、文化、藝術及各地民族性等。
由於陶傑的言論頗為出位，愛以「曲線」抽水的形式挑戰政治正確的枷鎖，故節目時常收到通訊局的警告。陶氏曾因「好仔唔當差」、「南亞海嘯災難是耶和華懲罰伊斯蘭信徒的結果」、「個西臭㗎」、「電話推銷係賤業」、「聖公會出現係因為亨利八世鹹濕」
等具爭議性言論遭到當局及親政府人士的抨擊。

## 標語
- 會登凌絕頂，一覽眾山小（典出杜甫〈望嶽〉（岱宗夫如何））
- 多少天下事，盡付笑談中（見楊慎〈臨江仙〉）
- 午夜會高峰，煮酒論英雄（見羅貫中《三國演義》第二十一回）
- 指點江山，笑傲江湖
- 人傑地靈，光明頂
- 登絕嶺，看世界，群雄聽晚繼續決戰光明頂（見金庸《倚天屠龍記》）

## 播放時間及特別安排
- 2003年9月1日起：逢星期一至五晚上11時至12時播出。
  - 2005年12月21日因播出《政改表決特備節目：決戰立法會》，節目暫停一天。
  - 2012年3月16日因直播《2012行政長官選舉辯論》，當日改為18:30-20:00及22:00-00:00播出特備節目《左右大局串到光明頂》，由《左右大局》、《串》及《光明頂》三個節目的主持李慧玲、潘小濤、陶傑聯合主持。
  - 2012年9月4日因播出《陶傑與楊受成對話：爭氣人生》，節目暫停一天。
  - 2014年6月4日因播出《商業電台銘記何佐芝先生 重溫09年8月有誰共鳴》，改為在深夜12時35分至1時半播出。
  - 2015年7月14日因播出《放榜前夕DSE攻略》，節目暫停一天。
  - 2020年5月28日因全國人大通過香港國安法關係，節目由晚上11時開始延長至12時半。[8]

## 外部連結
- 《光明頂》於881903.com的節目重溫版面（页面存档备份，存于）
- 《光明頂》於881節目區的留言版

| 香港商業電台 雷霆881商業一台節目 |                                               |                                         |
| 上一節目 危險人物 (電台節目) | 光明頂 (廣播節目) 2003年9月1日-               | 下一節目 -                              |
| 前一節目： 點算幸福（星期一） 鬧市開羅（星期二） 一馬當先（賽馬夜） 雷霆音樂圈（星期三）（賽馬夜除外） 情有獨鍾（星期四） 企業樂業（星期五） | 雷霆881商業一台 星期一至星期五 晚上11時至12時 | 下一節目： 十八樓C座 聽楓的歌（賽馬日） |